# 828
Năm 828 là một năm trong lịch Julius.